# Dietrich von Hildebrand
Pour les articles homonymes, voir Hildebrand.
Dietrich von Hildebrand, né le 12 octobre 1889 à Florence et décédé le 26 janvier 1977 à New Rochelle dans l'État de New York, est un philosophe catholique et un théologien allemand. Il était appelé de façon informelle par le pape Pie XII « le docteur de l'Église du XXe siècle »,.

## Biographie

### Jeunesse
Né et élevé à Florence dans une famille protestante, il est le fils d'un sculpteur célèbre, Adolf von Hildebrand, et d'Irène Schaueffelen,. Il n'est pas élevé de manière religieuse, mais la demeure familiale se trouve dans un ancien couvent. Son éducation est confiée jusqu'à l'âge de quinze ans à des précepteurs à demeure. Il entre à l'université de Munich à l'âge de 17 ans et se convertit au catholicisme à l'âge de vingt-quatre ans, en 1914.
Durant la Première Guerre mondiale, il est assistant chirurgien, à l'hôpital militaire ainsi que dans divers hôpitaux civils à Munich, ce qu'il qualifie de « médecin malgré lui ». C'est au cours de cette période qu'il fait la connaissance de Friedrich Wilhelm Foerster, pédagogue, philosophe et pacifiste allemand qui combat le nationalisme allemand.

### Lutte contre le nazisme
Connu par ses premiers écrits, il est invité, en 1921, au Congrès démocrate pour la paix à Paris par Marc Sangnier. En assemblée publique, il déclare que l'invasion allemande de la Belgique en 1914 était un crime atroce, ce qui suscite des déclarations furieuses en Allemagne et le rend coupable de haute trahison aux yeux des nationalistes allemands,. Le parti nazi, nouvellement fondé, l'inscrit sur une liste noire : il est obligé de fuir Munich à l'occasion du putsch d'Hitler en 1923.
Plus tard, il s'oppose à Hitler et au nazisme : lors de la montée d'Hitler au pouvoir, il fuit pour se rendre en Italie le 13 mars 1933 avec une quinzaine de dollars, en poche. Du fait que le chancelier autrichien Engelbert Dollfuss mettait en place une lutte contre le nazisme, il rejoint Vienne en Autriche, en 1933 et lui offre ses services. Avec l'aide du chancelier, il fonde le journal anti-totalitaire catholique « Der Christliche Staendestaat » (L’État chrétien corporatif) dans lequel il écrit quelque soixante-dix articles consacrés à la guerre idéologique contre le nazisme.
En 1935, il est nommé professeur de philosophie à l'université de Vienne,. Il est informé, par le chef de la police secrète, de menaces contre lui. Pour ses écrits, il est condamné à mort par contumace, par le régime nazi. Quand Hitler annexe l'Autriche en 1938, Hildebrand est une fois de plus contraint de fuir. Le 11 mars 1938, il quitte son appartement dans la soirée avec sa femme et traverse la frontière de la Tchécoslovaquie. Cinq heures plus tard, dans le milieu de la nuit, trois agents de la Gestapo se présentent à son appartement pour le faire arrêter et le trouvent vide. Il aurait été le premier sur la liste des arrestations, après les chefs du gouvernement,.

### Itinéraire pour les États-Unis
Il traverse la Hongrie et l'Italie pour se réfugier en Suisse, où il passe onze mois près de Fribourg. Il déménage ensuite en France à Pau puis à Fiac et Toulouse, où il enseigne à l'Université catholique de Toulouse. Quand les nazis envahissent la France en 1940, il entre dans la résistance, jusqu'à ce qu'il obtienne un visa de sortie le 7 septembre 1940 avec notamment l'aide d'Edmond Michelet. Il s'échappe avec sa femme, son fils Franz et sa belle-fille vers le Portugal.
Arrivé à Lisbonne, une lettre l'informe qu'avec plusieurs centaines de chercheurs européens, il est invité par le professeur Alvin Johnson à venir aux États-Unis, et l'aide de la Fondation Rockefeller. En passant par le Brésil, il débarque à New York le 23 décembre 1940, et apprend qu'il est nommé membre de la faculté « Graduate School de l'Université Fordham », université jésuite de Rose Hill, dans le Bronx à New York. Il y enseigne la philosophie jusqu'à la fin de sa carrière d'enseignant en 1960.

## Carrière d'écrivain, philosophe et théologien
Il commence à publier ses premiers travaux philosophiques en 1916 avec Die Idee der Sittlichen Handlung puis en 1924 avec Sittiichkeit und Ethische Werterkenntniss. Entre 1923 et 1933, il écrit plusieurs autres ouvrages, Reinheit und Jungfraueulichkeit La Défense de la pureté (1927), Metaphysik der Genleinschaft Métaphysique de la Communauté (1930), Liturgie und Persönlichkeit Liturgie et Personnalité (1933), Zeitliches dans Lichte des ewigen (1931); Der Sinn und Philosophischen Fragens Erkennens L'Essence de la recherche philosophique et la connaissance (1934),  Ethische Grundhaltungen (1933).
Ses œuvres se voient interdites par les nazis : il publiera en Suisse Umgestaltung Die Christus (1940), sous le pseudonyme de Peter Ott. Il sera traduit et publié en 1948 chez Longmans.
En 1957, Margaret Denck, à qui il était marié, meurt. Il se remarie en 1959 à une de ses collègues, Alice (née en 1923), également philosophe et théologienne.
Quand Hildebrand prend sa retraite de l'enseignement en 1960, il passe les dernières années de sa vie à écrire. Il est l'auteur de dizaines de livres, à la fois en allemand et en anglais. C'est un des fondateurs de Una Voce America.

## Relations avec l'Église et les papes
Dietrich von Hildebrand et le cardinal Pacelli, futur Pie XII, se connurent alors que ce dernier était encore nonce apostolique en Allemagne (entre 1919 et 1929). Amis depuis cette rencontre, Hildebrand fut conseiller de Pie XII, qui le surnommait « le docteur de l'Église du XXe siècle »
Plus tard, le pape Jean-Paul II, admirateur du travail de Hildebrand, a fait remarquer à sa veuve, Alice: « votre mari est l'un des grands éthiciens du XXe siècle ». Le pape Benoît XVI a une admiration particulière et de la considération pour Dietrich von Hildebrand, qu'il connaissait déjà en tant que jeune prêtre à Munich. Dans les années 1950 et 1960, Hildebrand fréquentait l'église Saint-Georges de Munich, où le jeune père Josef Ratzinger avait autrefois servi comme vicaire. C'est d'ailleurs à l'église Saint-Georges que Dietrich von Hildebrand et Alice se sont mariés.
Le degré d'estime du pape Benoît XVI s'est exprimé dans une de ses déclarations au sujet de Hildebrand : « quand l'histoire intellectuelle de l'Église catholique au XXe siècle sera écrite, le nom de Dietrich von Hildebrand sera le plus important parmi les figures de notre temps » .
Hildebrand était un critique virulent des changements provoqués dans l'Église après le deuxième concile du Vatican (Vatican II), en particulier ceux concernant la liturgie. À ce sujet, il a déclaré « En vérité, si l'un des démons de C. S. Lewis dans la Tactique du diable s'était vu confier de ruiner la liturgie, il n'aurait pas pu faire mieux. ». Toutefois, dans son livre Die Ehe (Le Mariage), il propose l'amour conjugal comme fin primaire du mariage. Il fut suivi par le pape Pie XI dans son encyclique Casti Connubii de 1930 et plus tard par le concile Vatican II, dans  la constitution pastorale Gaudium et Spes en 1965,.